# Kim Chung-tae
Kim Chung-tae (hangul 김청태, ur. 6 lipca 1980) – koreański łucznik sportowy. Złoty medalista olimpijski z Sydney.
Startował w konkurencji łuków klasycznych. Zawody w 2000 były jego jedynymi igrzyskami olimpijskimi. Po złoto sięgnął w drużynie, tworzyli ją również Jang Yong-ho i Oh Kyo-moon. Indywidualnie zajął piąte miejsce.